# Tinodes merula
Tinodes merula là một loài Trichoptera trong họ Psychomyiidae. Chúng phân bố ở miền Cổ bắc.